# Eucommia ulmoides

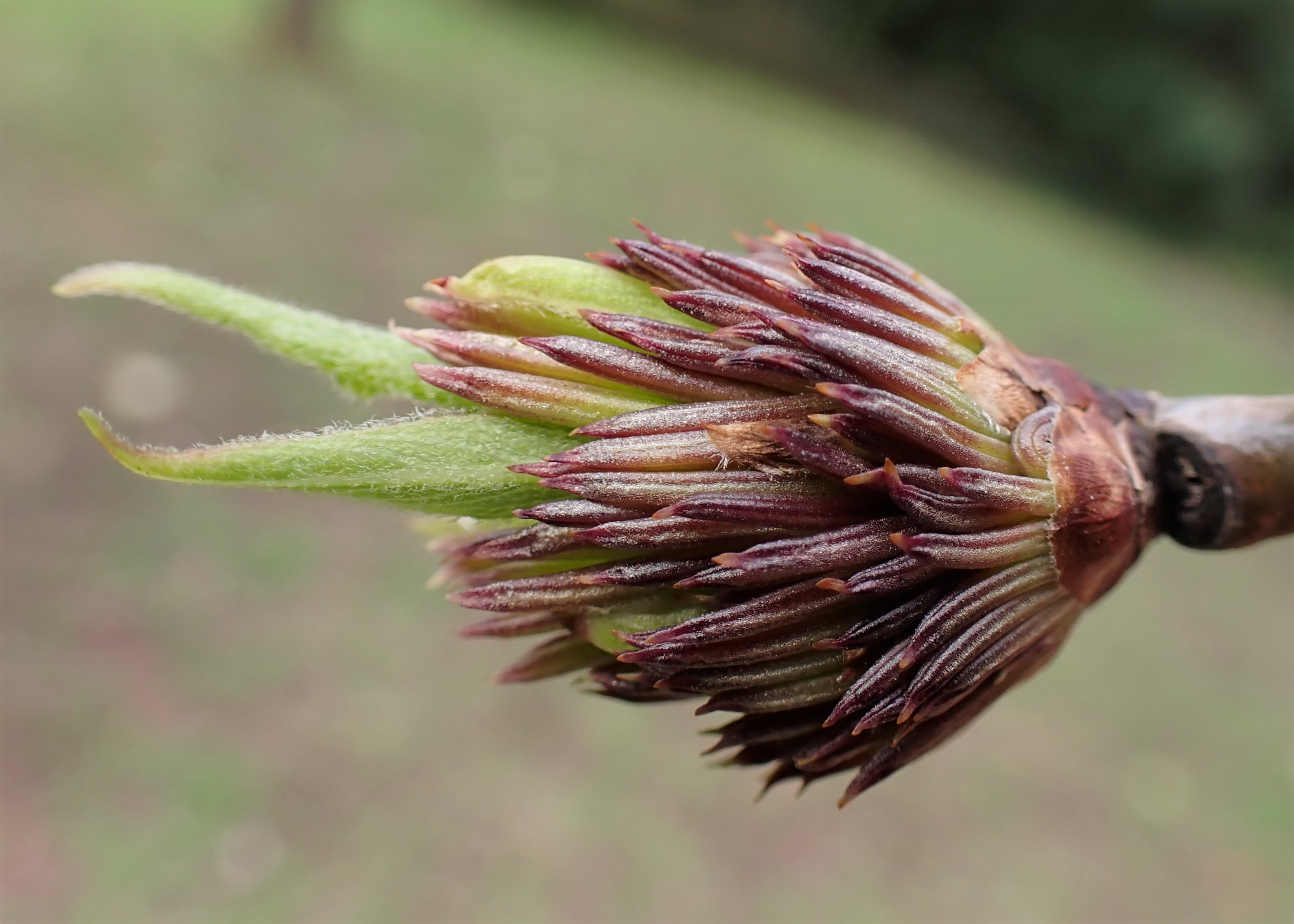
Männliche Blüten

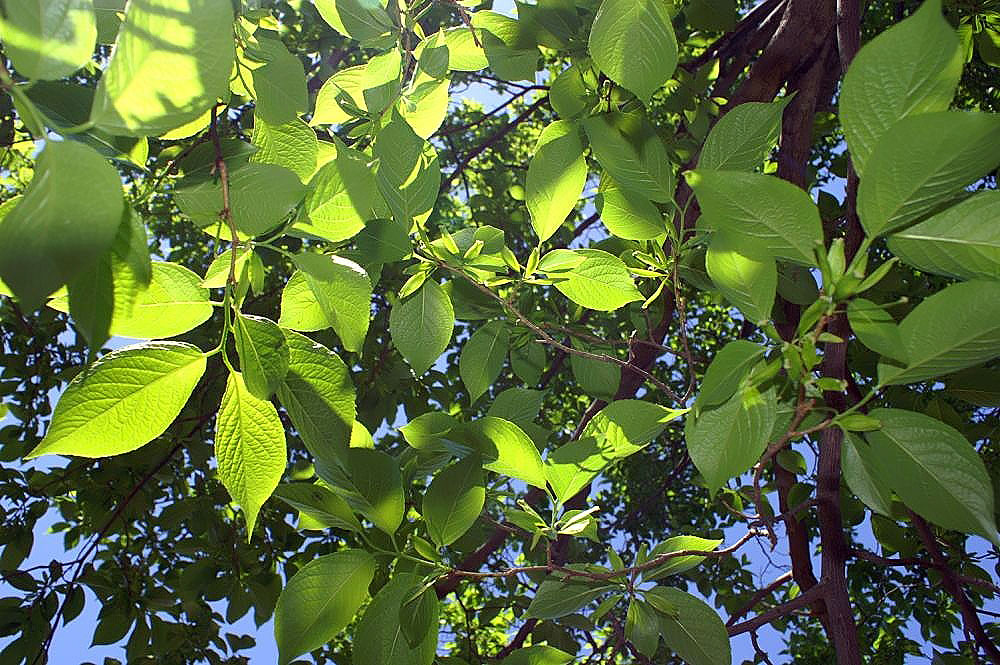
Weibliche Blüten rechts

Die Eucommia ulmoides, auch Chinesischer Guttaperchabaum oder Gummiulme genannt, ist die einzige Pflanzenart der monotypischen Gattung Eucommia, der einzigen Gattung der Familie Eucommiaceae aus der Ordnung der Garryales. Fossilfunde der Gattung Eucommia wurden in 10 bis 35 Millionen Jahre alten Braunkohle-Ablagerungen in Mitteleuropa und weitverbreitet in Nordamerika gefunden, dies zeigt, dass diese Gattung in der Vergangenheit eine viel größere Verbreitung auf der Nordhalbkugel hatte. Der Name Guttaperchabaum wird auch für die Baumart Palaquium gutta sowie für die Gattung der Guttaperchabäume verwendet.
Die Art gilt als gefährdet.

## Namensgebung
Der botanische Name Eucommia ist aus dem Griechischen abgeleitet: eu = schön und kómmi = Gummi. Englische Trivialnamen sind: Hardy Rubber tree und Gutta-percha tree.

## Verbreitung und Kultur
Die Heimat von Eucommia ulmoides sind nur die hügeligen Gebiete der chinesischen Provinzen Gansu, Guizhou, Henan, Hubei, Hunan, Shaanxi, Sichuan, Yunnan, Zhejiang. Diese Art ist wild wachsend selten, sie wird aber in China schon lange Zeit kultiviert und ist auch verwildert. Sie wächst in Höhenlagen zwischen 100 und 2000 m sowie zwischen 102–118° Ost und von 25–35° Nord. Die Art wurde auch in Korea eingeführt.

## Beschreibung
Eucommia ulmoides ist ein laubabwerfender Baum, der Wuchshöhen von 15–20 m erreicht. Der Stammdurchmesser erreicht etwa 50 Zentimeter. Vegetative Pflanzenteile enthalten Milchsaft. Die rissige bis furchige Borke ist graubraun. Die Rinde junger Zweige ist zuerst gelblich-braun und behaart. Die hell rötlich-braunen Knospen haben sechs bis acht Schuppen.
Die zugespitzten, kurz gestielten Laubblätter stehen wechselständig und spiralig an den Zweigen. Die anfangs behaarte und braune, später hellgrüne Blattspreite ist einfach, meist mehr oder weniger elliptisch oder eiförmig bis verkehrt-eiförmig und 5–15 cm lang und etwa 2,5–7 cm breit. Der Blattstiel ist 1–2,5 cm lang. Der Blattrand ist, teils spitzig, gesägt bis gekerbt oder gezähnt. Es sind keine Nebenblätter vorhanden.
Eucommia ulmoides ist zweihäusig getrenntgeschlechtig (diözisch). Die gestielten Blüten erscheinen zu wenigen mit Tragblättern. Die kleinen, eingeschlechtlichen Blüten sind windbestäubt (Anemophilie). Blütenhüllblätter fehlen. Die rötlich-grünen männlichen Blüten stehen zu wenigen zusammen und bestehen aus fünf bis zwölf freien Staubblättern, die 1 Zentimeter lang sind mit einem etwa 1 Millimeter langen Staubfaden auf einem kurzen Androphor mit bespitzten, länglichen Antheren. Bei den einzeln stehenden, grünen weiblichen Blüten sind zwei Fruchtblätter zu einem oberständigen, etwa 1 Zentimeter langen Fruchtknoten verwachsen. Der kahle, abgeflachte Fruchtknoten hat oben zwei sitzende, zweilappige Narben. Die Blüten erscheinen von März bis Mai.
Die flachen, elliptischen, etwa 2,5–3,5 cm langen und 1–1,5 cm breiten, einsamigen Früchte mit gespaltener, eingebuchteter Spitze, sind anfangs hellgrüne, später bräunliche, kurzgeflügelte Samaras (Flügelnüsse), sie sehen denen von Ulmen ähnlich. Die länglichen Samen sind etwa 1,5 cm lang und 0,3–0,4 cm breit. Die Früchte reifen ab Juni bis November.
Die Chromosomenzahl beträgt 2n = 34.

## Nutzung
Eucommia ulmoides wird vor allem in China angebaut, das auf 358.000 ha Anbaufläche 95 % der Weltproduktion liefert.
Das Holz verwendet man zur Schuh- und Möbelherstellung und als Brennholz.
Junge Blätter werden gegessen. Die Pflanzenteile sind jedoch schwach giftig.
Die Rinde enthält Aucubin und wird medizinisch genutzt. In Korea wird die geröstete, verkohlte Rinde zur Zubereitung von Tee verwendet.
Die Rinde der Eucommia ulmoides, in China „Du Zhong“oder „Tu-chung“ genannt, gehört in der chinesischen Kräuterkunde zu den 50 fundamentalen Drogen. Es wird eingesetzt vor allem für den unteren Bereich des Körpers, besonders für Niere und Leber. Nachgewiesen ist eine blutdrucksenkende Wirkung. Impotenz wird damit behandelt. Blüten und Früchte sind adstringierend.
Weitere Inhaltsstoffe sind: Cyanidin, Saponine, Flavonole, Kaempferol und Quercetin.
In allen Pflanzenteilen ist Latex enthalten, der hier nicht flüssig als Milchsaft in den Milchröhren vorliegt, sondern fest ist, ein vorsichtiges Auseinanderreißen eines Blattes lässt die feinen weißen gummigen Fäden sichtbar werden. Er wird aber nicht im größeren Umfang genutzt, die Polyisoprene des „Gummis“ sind wie bei der Balata und Guttapercha trans-konfiguriert.

## Bilder

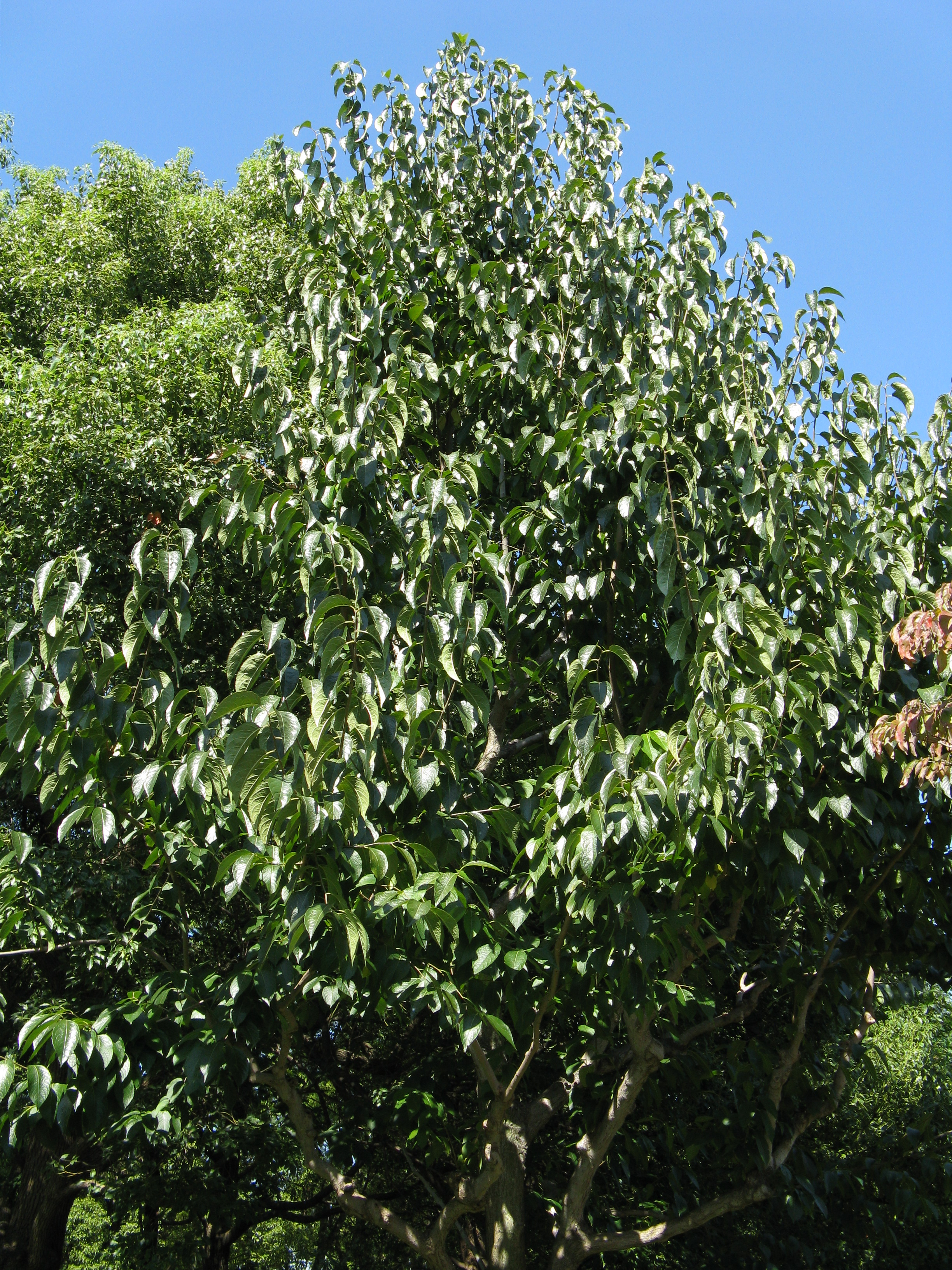
Habitus
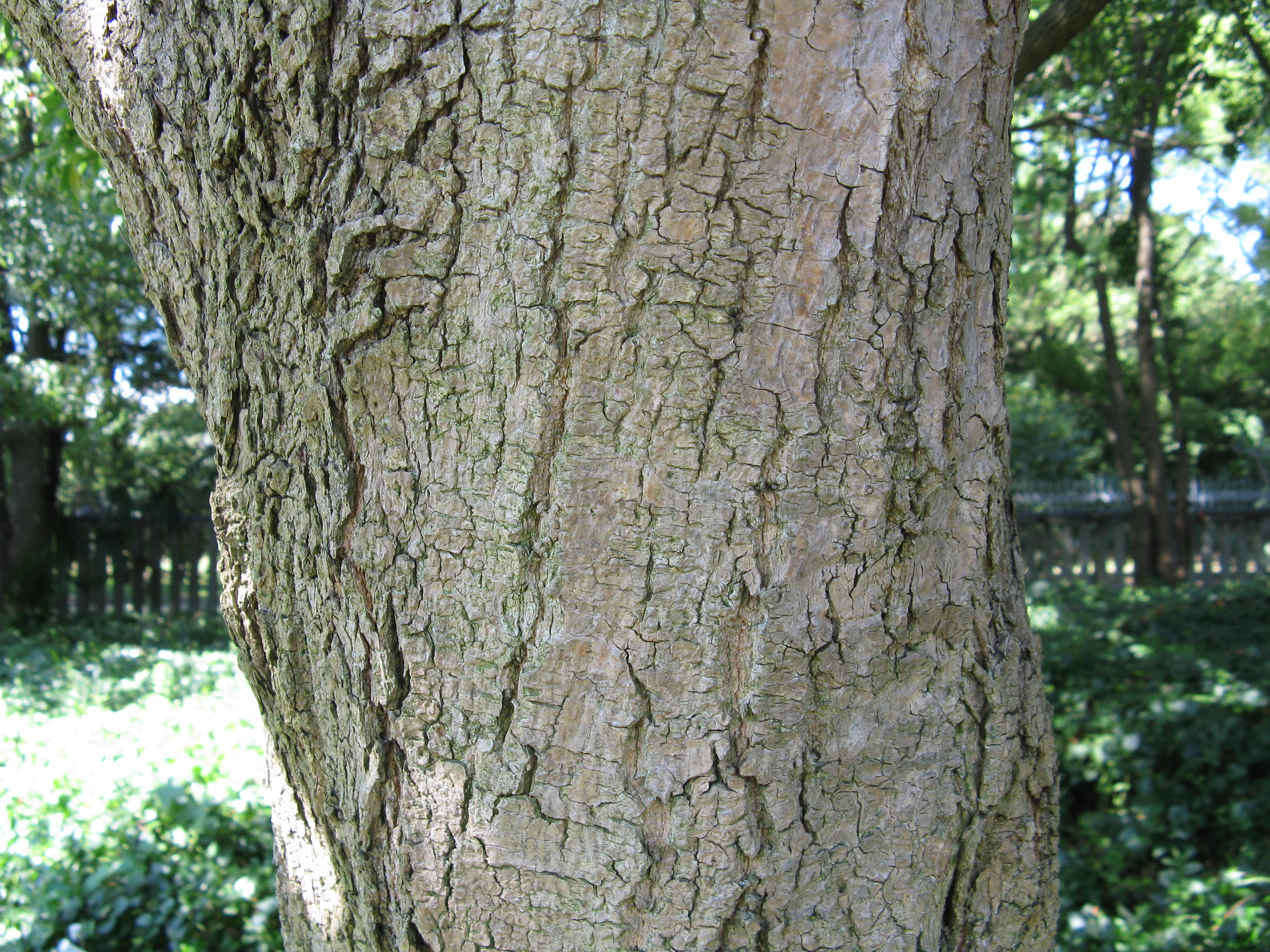
Borke
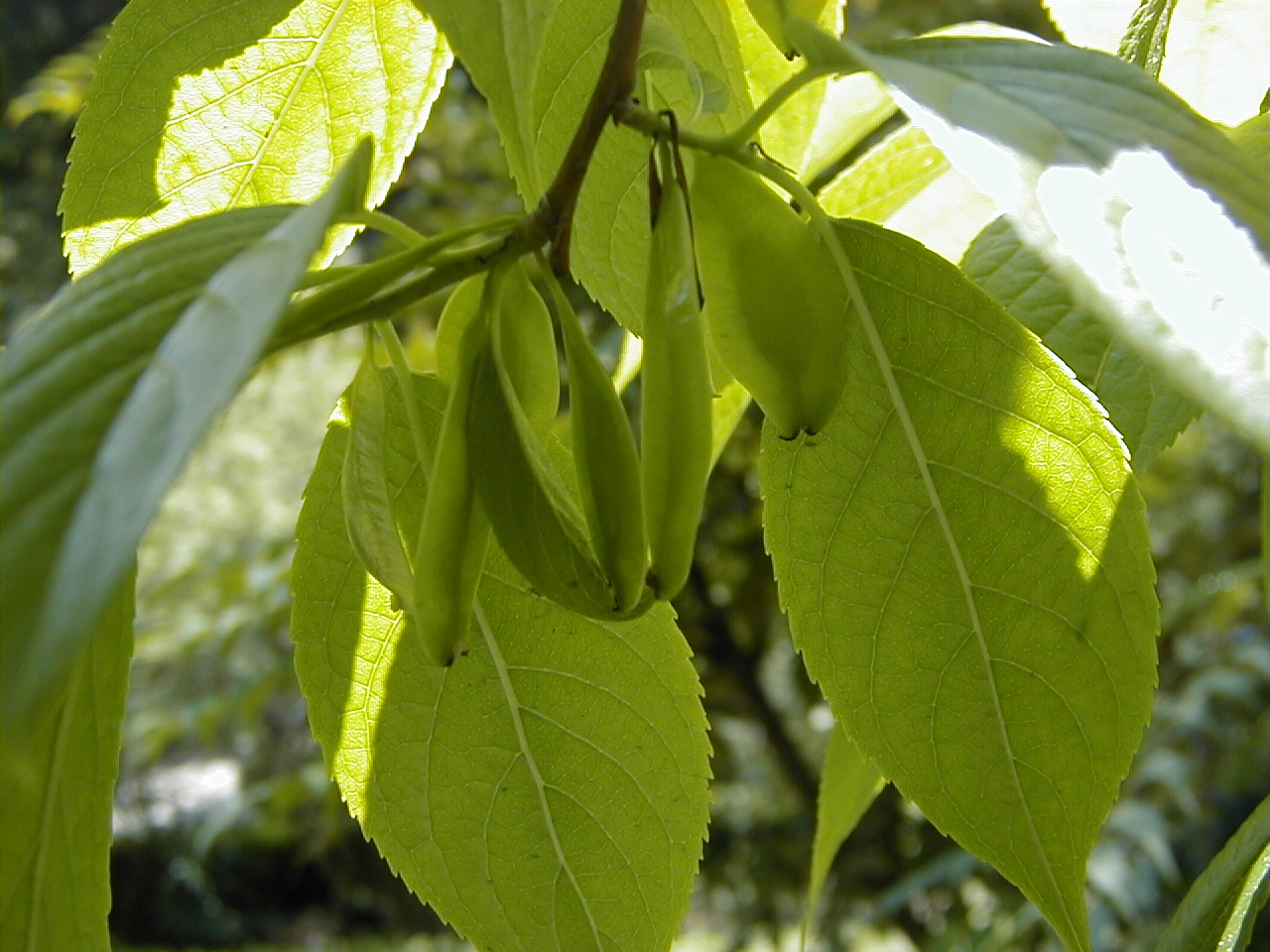
Blätter und junge Früchte
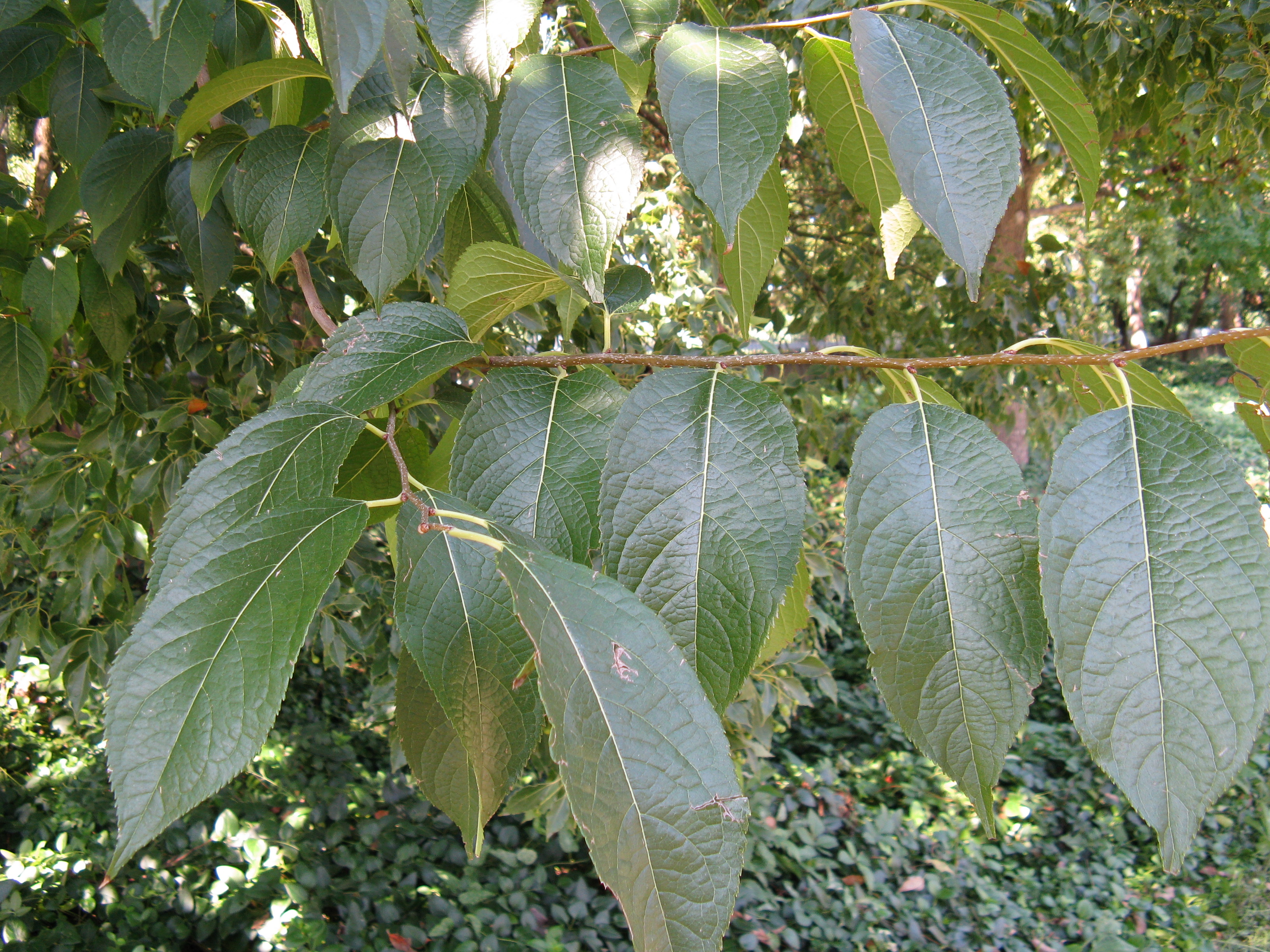
Blätter
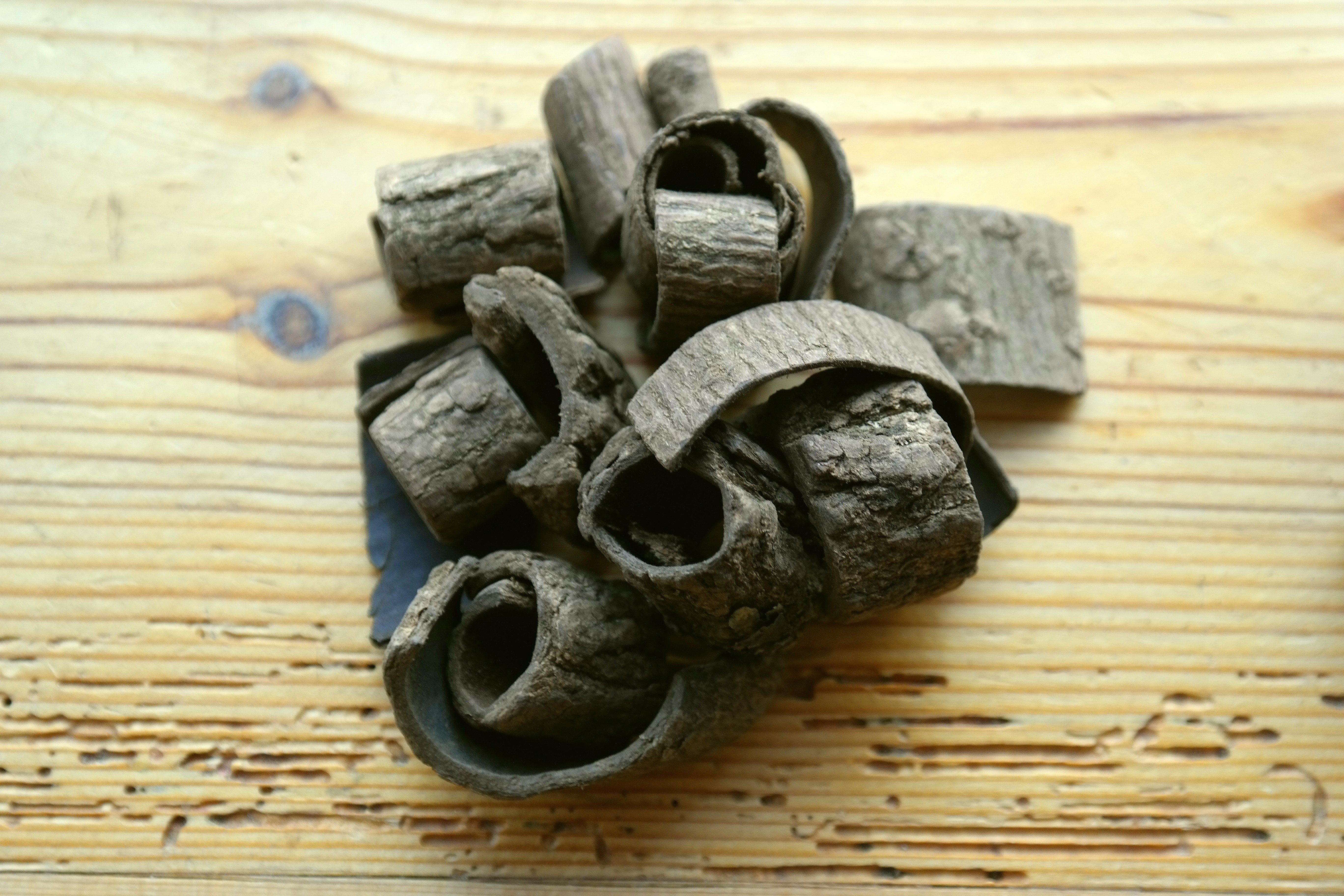
Rinde für Tee